# Martina Stjepanović Meter
Martina Stjepanović Meter (Vinkovci, 1990.) je hrvatska televizijska i kazališna glumica.

## Život
Martina Stjepanović Meter rođena je 1990. u Vinkovcima. Nakon gimnazije upisuje Umjetničku akademiju u Osijeku, smjer gluma i lutkarstvo, te završava ju 2015. godine. Surađuje s Hrvatskim narodnim kazalištem u Osijeku, Zorinim domom u Karlovcu, Dječjim kazalištem Branka Mihaljevića, Gradskim kazalištem Joza Ivakić u Vinkovcima, te Hrvatskim kazalištem Pečuh. Surađivala je s redateljima kao što su Petar Šurkalović, Frana Marija Vranković, Himzo Nuhanović, Vjekoslav Janković, Maja Lučić Vuković, Ivan Kristijan Majić, Robert Raponja. Veću popularnost dobila je ulogom tajnice Goge Biškup u telenoveli Nove TV - Čista ljubav.

## Uloge

### Televizijske uloge
- "U dobru i zlu" kao Zrinka Oreb (2024. – danas)
- "Mrkomir Prvi" kao prodavačica (2023.)
- "Oblak u službi zakona" kao poštanska službenica (2022.)
- "Dar mar" kao Suzana Knežić (djev. Brkljača) (2020. – 2021.)
- "Drugo ime ljubavi" kao Jelena Ramljak (2019. – 2020.)
- "Na granici" kao Lidija Penava (djev. Masle) (2018. – 2019.)
- "Čista ljubav" kao Gordana "Goga" Biškup[2] (2017. – 2018.)
- "Zlatni dvori" kao Slavica (2016.)
- "Samo ti pričaj" kao Ana Pavlova (2016.)
- "Kud puklo da puklo" kao Steffani (2016.)
- "Provodi i sprovodi" kao sponza tajnica (2011.)
- "Bitange i princeze" kao Tina (2010.)

### Filmske uloge
- "I godina nova 2019." kao Lidija Masle (2018.)
- "I godina nova 2018." kao Goga Biškup (2017.)

### Kazališne uloge
- "Tri treća tromjesječja" kao Iva (2017.)
- "Čarobni kolač" kao Višnja (2016.)
- "Mletački trgovac" kao Gessica (2012.)

## Vanjske poveznice
- Martina Stjepanović u internetskoj bazi filmova IMDb-u (engl.)